# Herne Hill, London
Herne Hill är en del av en befolkad plats i Storbritannien.   Den ligger i grevskapet Greater London och riksdelen England, i den södra delen av landet, i huvudstaden London. Herne Hill ligger 31 meter över havet och antalet invånare är 14 269.
Terrängen runt Herne Hill är platt. Runt Herne Hill är det mycket tätbefolkat, med 6 959 invånare per kvadratkilometer. Närmaste större samhälle är City of London, 6,5 km norr om Herne Hill. Runt Herne Hill är det i huvudsak tätbebyggt.